# Anchoa panamensis
Anchoa panamensis is een straalvinnige vis uit de familie van de ansjovissen (Engraulidae), orde van haringachtigen (Clupeiformes). De vis kan een lengte bereiken van 12 centimeter.

## Leefomgeving
De soort komt in zeewater en brak water voor in tropische wateren in de Grote Oceaan.

## Relatie tot de mens
In de hengelsport wordt er weinig op de vis gejaagd.